# Kamil Mitoń
Kamil Mitoń (Krakau, 12 april 1984) is een Pools schaker. In 2002 werd hem door de FIDE de grootmeestertitel toegekend.
- Het 30ste World open dat in juli 2002 in Philadelphia gespeeld werd, eindigde in een gelijke stand van negen spelers aan de top met zeven punten uit negen ronden. Na de tie-break werd Mitoń negende.
- Van 21 april t/m 4 mei 2005 speelde Mitoń mee in het toernooi om het kampioenschap van Polen in Poznan. Hij eindigde met 7½ punt op de zesde plaats.
- Van 13 t/m 19 juni 2005 vond op de Canarische Eilanden het Isla de la Palma schaakfestival plaats. Mitoń won met zeven punten uit negen ronden.
- De 33e Wereld open 2005 dat van 30 juni t/m 4 juli 2005 in Philadelphia gespeeld werd, werd gewonnen door Mitoń met 7½ punt uit negen ronden.
- Van 14 t/m 23 oktober 2005 werd in Skanderborg het tweede Samba cup toernooi gespeeld dat met 5½ uit 9 door Baadoer Dzjobava gewonnen werd. Mitoń eindigde met 5 punten op een gedeelde tweede plaats.